# Alan Smith

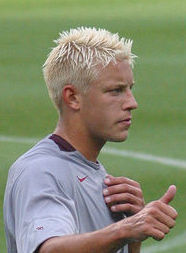
Alan Smith

Alan Smith (Rothwell (West Yorkshire), 28 d'octubre de 1980) és un futbolista anglès que la temporada 2012-2013 juga al Milton Keynes Dons FC, procedent del Newcastle United FC (2007-2012). Abans havia estat també al Manchester United FC (2004-2007) i al Leeds United AFC (1997-2004). També ha jugat amb la selecció de futbol d'Anglaterra.
Smith jugava tant de davanter com de lateral dret, quan era al Leeds, abans que el manager del Manchester United FC, Sir Alex Ferguson, el convertís definitivament en migcampista.